# Amagi (1920)
El Amagi (天城?) fue un crucero de batalla inconcluso, líder de la Clase Amagi. 

## Historial
Debido a las restricciones marcadas por el Tratado naval de Washington, la construcción del Amagi fue detenida el 5 de febrero de 1922, cuando se llevaba completado un 40% del buque. El tratado permitía la conversión a portaaviones de varios buques ya en construcción, por lo que el Amagi y el segundo buque de la clase, el Akagi, fueron seleccionados para esta conversión. Sin embargo, el Gran terremoto de Kantō, que tuvo lugar el primero de septiembre de 1923, dañó la estructura del Amagi de un modo irreversible, forzando su desguace a lo largo de 1924 y la conversión en portaaviones del acorazado rápido Kaga en su lugar.